# Jan Kopp (Komponist)
Jan Kopp (* 13. Juli 1971 in Pforzheim) ist ein deutscher Komponist, Musikwissenschaftler und Publizist. Schwerpunkt seiner künstlerischen Arbeit sind zeitgenössische Kompositionen. Er ist Schüler von Wolfgang Rihm, Helmut Lachenmann und Marco Stroppa. Neben dem Schaffen von und der Auseinandersetzung mit Neuer Musik in Artikeln und Rundfunksendungen gilt sein Interesse auch deren Vermittlung an ein über Expertenkreise hinausgehendes, breites Publikum. Er ist deshalb in zahlreichen Schülerprojekten engagiert.

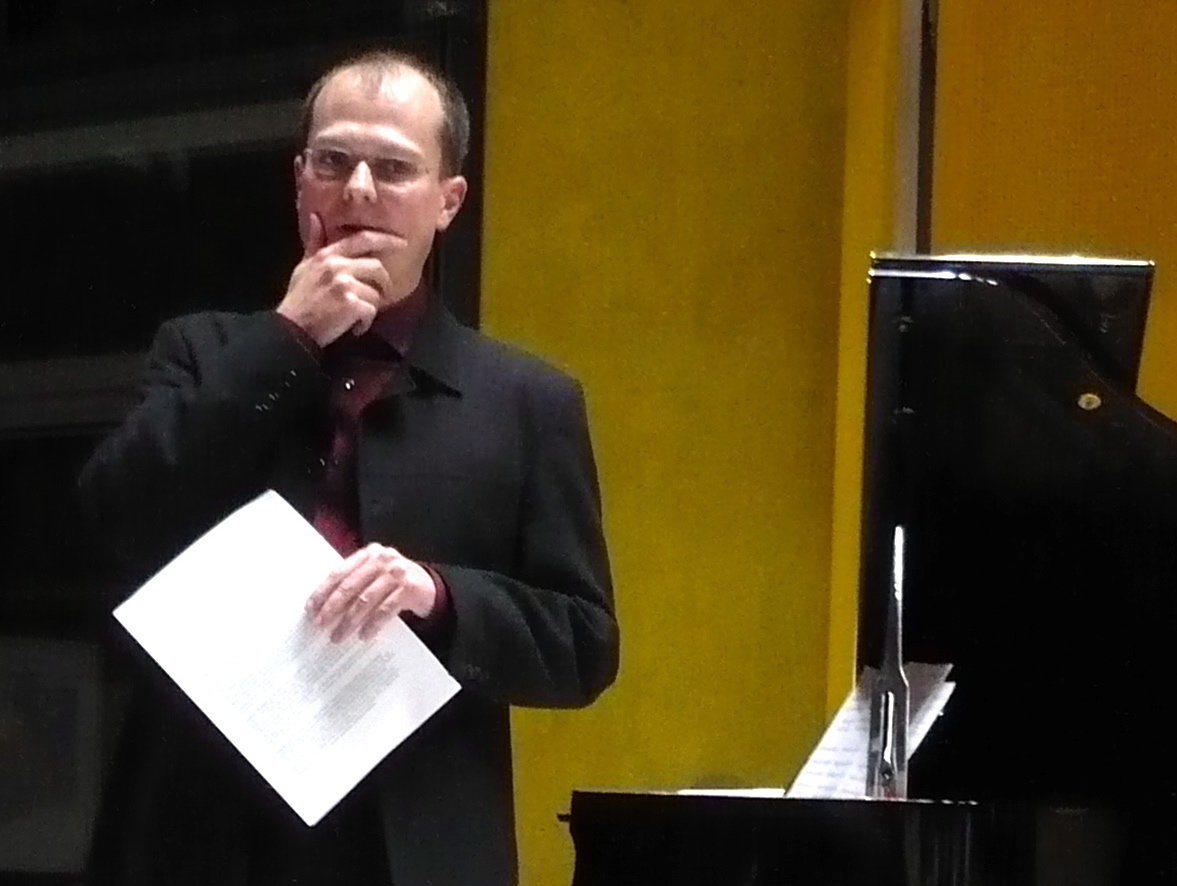
Jan Kopp (2008)

## Leben
Jan Kopp wurde am 13. Juli 1971 im badischen Pforzheim geboren. Ab 1982 erhielt er privaten Klavierunterricht, im gleichen Jahr entstanden erste autodidaktische Kompositionen. Noch als Schüler begann er 1987 ein Vorstudium für Komposition bei Wolfgang Rihm an der Musikhochschule Karlsruhe. Nach Abitur und Zivildienst im Jahr 1991 studierte er ab 1992 in Heidelberg Germanistik, Musikwissenschaft und Philosophie. Ab 1994 publizierte erste Beiträge für den SWF und andere Rundfunksender. Das Kompositionsstudium setzte er ab 1997 bei Helmut Lachenmann fort. Von 1998 bis 2000 war Kopp Projektmanager beim KlangForum Heidelberg. Im Jahr 2000 schloss er sein geisteswissenschaftliche Studium mit einer Magisterarbeit über den Roman Der Tod des Vergil von Hermann Broch ab und widmete sich dann bis 2002 dem Kompositionsstudium bei Marco Stroppa an der Musikhochschule Stuttgart. Seit 2002 lebt Kopp als freischaffender Komponist und Musikpublizist in Stuttgart.
2003 unternahm Kopp eine längere Südamerikareise nach Argentinien und Uruguay, um an den Universitäten von Córdoba und
Montevideo sowie dem Konservatorium Río Cuarto Vorträge über zeitgenössische europäische Vokalmusik zu halten und
an Aufführungen in Córdoba und Río Cuarto teilzunehmen.
Seit 2002 leitete Kopp verschiedene Kompositionsprojekte mit Schülern, u. a. 2002 und 2004 an der Deutschen SchülerAkademie (DSA). 2005 hatte er einen Lehrauftrag an der Universität Heidelberg. Seit 2006 ist er regelmäßig Dozent beim Workshop „Jugend komponiert Baden-Württemberg“. Darüber hinaus unterrichtet er privat Komposition.

## Aufführungen
Kopps Kompositionen wurden auf verschiedenen Festivals im In- und Ausland aufgeführt, u. a. bei den „Darmstädter Ferienkursen“, beim „Heidelberger Frühling“, bei „Eclat“, den „Weimarer Frühjahrstagen für zeitgenössische Musik“, der „MaerzMusik“, der „Klangwerkstatt Berlin“, der „Daegu Contemporary Music Universiade“ (Südkorea), den „Tagen für neue Musik Zürich“, dem Festival „ATEMPO“ (Venezuela) und dem „Núcleo Música Nueva“ (Uruguay). Kompositionsaufträge an ihn ergingen u. a. vom Staatstheater Stuttgart, dem Siemens Arts Program, dem SWR und dem Orchester der Technischen Hochschule Darmstadt.

## Preise
Für seine Kompositionen wurde Kopp mehrfach ausgezeichnet, so 1995 mit dem Preis der Deutschen Klavierbauindustrie für „Klangschatten / Schwarzer Block“ und 2002 mit dem Ersten Preis der „Weimarer Frühjahrstage für Neue Musik“ für das „Achmatowa-Madrigal“, das auch 2004 von der GNM für die Weltmusiktage in Zagreb vorgeschlagen wurde, sowie
mit einer Einladung zum 7. Nachwuchsforum des Ensemble Modern für „Achmatowa-Lied“. Er war Stipendiat der
Studienstiftung des deutschen Volkes (1994–98), der Darmstädter Ferienkurse (1998), der Mozart-Stiftung Frankfurt/Main (2000/2001), der Heinrich-Strobel-Stiftung des SWR (2006), der Kunststiftung Baden-Württemberg (2006) und der Stiftung Bartels Foundation Basel (2010).

## Werke

### Kompositionen

#### Solostimme
- 2007 la cigarra für Sopran, Klarinette, Bratsche und Klavier; Text: spanisches Lexikon, Artikel „cigarra“ (UA am 5. Oktober 2007, Remchingen)
- 2006 siempre für Sopran, Klarinette, Bratsche und Klavier; Text: Federico García Lorca (UA am 5. Oktober 2007, Remchingen)
- 2006 Spiegelfechterei (La ultima aventura de Don Quijote) für Countertenor mit obligatem Handspiegel; Text: Abel Martín (UA am 6. Dezember 2006, Montevideo/Uruguay)
- 2005 Schlegels Schatten für Countertenor und fünf Instrumente (Fl, Klar, Vc, Klav, Schlzg); Text: Friedrich Schlegel (UA am 6. November 2005, Festival „Klangwerkstatt Berlin 2005“)
- 2005 aunque für Sopran, Bassklarinette, Bratsche und Klavier
- 2004 es für Mezzosopran, Klarinette (B), Bratsche und Klavier; Text: Eduardo Spinelli (UA am 13. Juli 2004, Robert-Bosch-Saal im Rotebühlzentrum, Stuttgart) (UA Neufassung vom 5. Oktober 2007, Remchingen)
- 2004 Enden für Mezzosopran, Altflöte, (B-/Bass-) Klarinette und Bratsche; Text: Wörter aus der Apokalypse des Johannes (UA am 14. Januar 2005, Museum Wiesbaden) Kompositionsauftrag des Ensemble Phorminx (Beckmann-Projekt)
- 2003 März-Lieder II. Drei Lieder nach Gedichten von Heinar Kipphardt für Tenor und Klavier (UA am 17. Juli 2004, Neues Theaterhaus Stuttgart)
- 2002 Achmatowa-Lied für Mezzosopran und Klarinette (A); Text: Anna Achmatowa (dtsch. Alexander Nitzberg) (UA am 15. November 2003, Gustav-Siegle-Haus, Stuttgart)
- 2001 Achmatowa-Madrigal für Sopran, Klarinette (B) und Violoncello; Text: Anna Andrejewna Achmatowa (dtsch. Alexander Nitzberg) (UA am 7. April 2002, Saal Am Palais Weimar, Festival „3. Weimarer Frühjahrstage“)
- 1993 März-Lieder. Sechs Lieder nach Gedichten von Heinar Kipphardt für Tenor und Klavier (revidiert 2000) (UA am 25. Juni 2002, Freiburg/Breisgau)

#### Vokalensemble
- 2009 Sieben Flechten für fünf Sänger (SMATB) und vier Instrumenten (Fl, Kl, Vc, Kb) (UA am 22. Oktober 2009, Heidelberg)
- 2006 Grenzen der Verantwortung für sechs Sänger mit Schildern (SMATBarB) und drei Instrumente (Fl, Kl, Schlzg); Text: Collage aus Wörtern und Silben von L. Heintzen (Sammlung Prinzhorn) (UA am 5. Juli 2006, Heidelberg) (UA Neufassung vom 29. März 2007, Spiegelsaal Heidelberg)
- 2004 Gewiss für sechs Stimmen (SMCTBarB); Text: Franz Kafka (UA am 7. März 2005, Heilig-Kreuz-Kirche Berlin / Festival „maerzmusik“)
- 2000 Einst (Bembo-Madrigal) für fünf Stimmen (SCATB); Text: Piedro Bembo (UA am 8. Februar 2003, Theaterhaus Stuttgart-Wangen/Festival „Eclat 2003“)
- 2000 Choralfantasie unter Verwendung des Chorals „Brich an, o schönes Morgenlicht“ von  J. S. Bach für sechs Stimmen und acht Instrumente (SSAATB, Fl, EH/Ob, Klar, Fg, Klav, Va, Vc, Kb) (UA am 8. Februar 2002, Stuttgart)
- 1997 Atmung für sechs Stimmen und sechs Instrumente (AATBBB, Fl, Klar, Vc, Kb, 2 Perc); Text: Phoneme (UA am 20. März 1998, Spiegelsaal Prinz Carl Heidelberg/Festival „Heidelberger Frühling“)

#### Orchester / großes Ensemble
- 2005 Schatten(spiel - ein Saiten)tanz Helmut Lachenmanns Klavierstück Schattentanz, bearbeitet für großes Ensemble (2.2.2.2 - 2.2.1 - 1 Ad-hoc.5 Schlzg - Hfe, Klav - 2.2.2.1) (UA am 26. November 2005, Musikhochschule Stuttgart)
- 1996 Strom für großes Orchester (UA am 17. Februar 1997, TH Darmstadt) Kompositionsauftrag des Orchesters der TH Darmstadt

#### Instrumentale Kammermusik
- 2009 Kehren für Oboe, Kontrabass, Klavier, Schlagzeug und obligaten Dirigent (UA am 2. Dezember 2009, Backnang)
- 2006 Luigi Nono, ¿Dónde estás hermano? bearbeitet für Flöte, Englischhorn, Klarinette (B), Geige und Klavier (UA am 16. September 2006, Córdoba/Argentinien)
- 2003 Aggregat (2. Zustand) für fünf Holzbläser mit Wechselinstrumenten und obligatem Dirigent (Picc-/C-/G-/Bass-Fl, Ob, EH/OA, Es-/A-/Bassett-/Bass-/Kb-Kl, Fg/Kfg) (UA 1. Zustand am 21. Juni 2004, Forum Neues Musiktheater, Stuttgart-Bad Cannstatt)(UA 2. Zustand am 29. März 2007, Neues Theaterhaus Stuttgart)
- 1999 Gestell Streichquartett (UA am 11. September 1999, Burg Frankenstein/Darmstadt)
- 1998 Drei Intermezzi von Johannes Brahms (opp. 119/1, 76/4, 117/1) bearbeitet für Kammerensemble (Ob, EH, Klar, Fg, Theorbe, V, Kb) (UA am 10. März 2000, St.-Anna-Kapelle Heidelberg)
- 1995 Quartettfragment. 3. Celloquartet (UA am 5. Dezember 2000, Musikhochschule Stuttgart)
- 1994 Klangschatten / Schwarzer Block für 2 Klaviere (UA am 26. Mai 1995, Berlin)
- 1993 Stockung für Ob, Klar, Fg, Horn (UA am 1. April 1994, Schloss Weikersheim)

#### Solostücke
- 2008–10 Stanzen für Klavier mit mobiler Präparation
- 2007 Stillen für Kontrabass solo
- 2006 Spiegelfechterei (La ultima aventura de Don Quijote) für Countertenor mit obligatem Handspiegel (UA am 6. Dezember 2006, Montevideo/Uruguay)
- 2002 Achmatowa-Stück für Klarinette in A (Solofassung von Achmatowa-Lied)(UA am 11. April 2003, Teatrino de la Tapalanda, Rio Cuarto/Argentinien)
- 1995 Bruchstück für Klavier (UA am 28. Oktober 1999, Heidelberg)

#### Ad-hoc-Ensemble
- 2002 Waiting… for SUONO MOBILE für Klavier, Streichinstrument, Röhrenglocken, Zuspielband und 288 Wasserschlücke weltweit (UA am 28. April bis 3. Mai 2002, Stuttgart)
- 2002 Vormarsch & Durchzug für vier Strippenzieher und obligaten Werfer (UA am 4. Februar 2002, Musikhochschule Stuttgart/Festival „Eclat 2002“)

#### Jugend-Kompositionen vor 1993
- 1989 Zeitgeist Musiktheater für Soli, Chöre und Orchester. Textcollage
- 1989 Zeitgeist für Orchester
- 1989 Verlorenes Ich für Sopran, Streichquartett und großes Orchester nach einem Text von Gottfried Benn
- 1988 Traumbilder II 2. Celloquartett (UA November 1992, Karlsruhe)
- 1989 Die Denker Kammeroper für zwei Sänger und kleines Orchester
- 1987 Traumbilder 1. Celloquartett (UA Juni 1988, Stephanssaal Karlsruhe)
- 1987 Mann und Frau gehen durch die Krebsbaracke für Bariton und großes Orchester nach einem Text von G. Benn
- 1987 Zwei Gedichte von Rainer Maria Rilke für Sopran und kleines Ensemble
- 1987 Der Soldat für Tenor und kleines Ensemble nach einem Text von Joseph von Eichendorff

### Texte
Als Publizist verfasste Kopp Beiträge für die Lexika „Komponisten der Gegenwart“ und „The New Grove Dictionary“, Manuskripte für Rundfunksendungen des SWR und des Deutschlandradio Kultur sowie Artikel u. a. für die Zeitschrift „MusikTexte“ sowie für zahlreiche Programmhefte.